# Union internationale de lever de kettlebell
L'Union internationale de lever de kettlebell ,officiellement en anglais International Union of Kettlebell Lifting (IUKL), est une association internationale qui fédère une quarantaine de fédérations nationales de girya sport du monde entier.
Le lever de Kettlebell est un sport d'haltérophilie pratiqué avec des kettlebells de poids fixes (24 kg pour les femmes et 32 kg pour les hommes) où chaque sportifs doit lever un nombre maximum de fois dans le temps imparti. Le développement comme sport est parti des pays de l'Europe de l’Est.

## Histoire
L'Union européenne de lever de kettlebell (EUWL) a été créée en 1992 à l'initiative de cinq pays de l'Europe de l’Est. : Estonie, Lituanie, Russie, Ukraine et Biélorussie. Le siège de l'organisation est devenu la ville de Talsi, en Lettonie. L'EUWL est devenue la première organisation internationale officielle dans le domaine de lever de kettlebell, mettant en pratique l'idée de développement du mouvement européen. Trois championnats d'Europe ont été organisés avec la participation de quatre pays en 2002.
En mai 2006, à Riga, en Lettonie, a eu lieu un congrès extraordinaire avec la décision d’accepter de nouveaux membres issu de l’Union européenne Lettonie et Moldavie.
Selon aux décisions d'août 2007 d'étendre le mouvement à l'international, l'association s'est réenregistré  en Union internationale de lever de kettlebell. Depuis 2008, conformément aux nouveaux statuts, IUKL organise les championnats du monde.
En septembre 2009, lors de l'assemblée générale de TAFISA, l'IUKL devient membre. L'organisation est devenu membre observateur depuis octobre 2017, de l'Association générale des fédérations internationales de sports.

## Associations membres
En 2016, la fédération regroupe une quarantaine nations en 2018. Deux autres associations, International Kettlebell and Strength Training Academy (IKSA) et Johann Martin Academie (JMA), sont également membres.
On peut remarquer que l'Ossétie du Sud a sa propre délégation.
| Amériques | Asie-Océanie | Europe |                  |
| Membres de droit | Membres de droit | Membres de droit | Membres de droit |
| --- | --- | --- | ---------------- |
| - Argentine (Kettlebell Latinoamerica) - Brésil (Brasil Kettlebell Club) - Canada (Canadian Kettlebell Aliance) - Chili (Pesa Rusa Chile) - Mexique (Mexican Kettlebell Alliance) - Porto Rico (Puerto Rico Kettlebells) - États-Unis (American Kettlebell Aliance (AKA)) - Venezuela (Venezuela Kettlebell Alliance) | - Japon (Orange Kettlebell Club Japan) - Jordanie (Integrated Functional Training) - Kazakhstan (Federation of Kettlebell Lifting and Armwrestling of Kazakhstan Republic) - Kirghizistan (Federation of Kettlebell Lifting of Kyrgyz Republic) - Malaisie (KETTLEBELL MALAYSIA) - Népal (Nepal Kettlebell Federation) - Nouvelle-Zélande (New Zealand Girevoy Sport Allianc) - Philippines (Kettlebellista Fitness Center) - Chinese Taipei (KETTLEBELL TAIWAN) - Corée du Sud (Korean Federation of Kettlebell Lifting) - Ossétie du Sud (Federation of Kettlebell Lifting of South Ossetia) | \| - Bulgarie (Kettlebell Sport of Bulgaria) - Belgique (Belgian Kettlebell Federation) - Angleterre (English Kettlebell Association) - Estonie (Estonian Union of Kettlebell Lifting) - Finlande (Finnish Weightlifting Federation) - France (Fédération Française de Force) - Allemagne (Bundesverband Deutscher Kettlebell Sportler e.V.) - Grèce (Hellenic Powerlifting and Kettlebell Club) - Hongrie (Kettlebell Sport Club of Kecskemét) - Irlande (All-Ireland Kettlebell Lifting Federation (AIKLF)) - Italie (ASD-CFA) \| - Lettonie (Latvian Kettlebell Lifting Association) - Lituanie (Lithuanian Kettlebell Lifting Federation) - Pays-Bas (Kettlebell Sport Bond Nederland) - Norvège (Norges Girya – og Kettlebellsforbund) - Pologne (Polskie Stowarzyszenie Kettlebell і Fitness) - Portugal (Portugal Kettlebell Club) - Russie (All-Russian Kettlebell Lifting federation) - Slovénie (Kettlebell Sports Association of Slovenia) - Espagne (Kettlebell Spain) - Suède (Uddevalla Kettlebell Club) - Suisse (KETTLEBELL LIFTING SCHWEIZ) - Ukraine (Union of Kettlebell Lifting of Ukraine) \| |                  |
| - Bulgarie (Kettlebell Sport of Bulgaria) - Belgique (Belgian Kettlebell Federation) - Angleterre (English Kettlebell Association) - Estonie (Estonian Union of Kettlebell Lifting) - Finlande (Finnish Weightlifting Federation) - France (Fédération Française de Force) - Allemagne (Bundesverband Deutscher Kettlebell Sportler e.V.) - Grèce (Hellenic Powerlifting and Kettlebell Club) - Hongrie (Kettlebell Sport Club of Kecskemét) - Irlande (All-Ireland Kettlebell Lifting Federation (AIKLF)) - Italie (ASD-CFA) | - Lettonie (Latvian Kettlebell Lifting Association) - Lituanie (Lithuanian Kettlebell Lifting Federation) - Pays-Bas (Kettlebell Sport Bond Nederland) - Norvège (Norges Girya – og Kettlebellsforbund) - Pologne (Polskie Stowarzyszenie Kettlebell і Fitness) - Portugal (Portugal Kettlebell Club) - Russie (All-Russian Kettlebell Lifting federation) - Slovénie (Kettlebell Sports Association of Slovenia) - Espagne (Kettlebell Spain) - Suède (Uddevalla Kettlebell Club) - Suisse (KETTLEBELL LIFTING SCHWEIZ) - Ukraine (Union of Kettlebell Lifting of Ukraine)                    | |                  |